# Milivoje Blaznavac
Milivoje Petrović Blaznavac (Blaznava, 16 de mayo de 1824-Belgrado, 5 de abril de 1873) fue un político y militar serbio que alcanzó el grado de general. Su padre, Petar, era un mercader rural y tendero de Blaznava, a pesar de que circuló el rumor de que era hijo ilegítimo del príncipe Miloš Obrenović y de una empleada de su casa a quien Miloš se supone que casó con uno de sus guardias, que se retiró como tendero a un pueblo antes del nacimiento del niño en 1824.

## Orígenes y comienzos en la carrera militar
Milivoje Petrović Blaznavac cursó la escuela elemental y asistió a una escuela de pintura en su pueblo natal de Blaznava. Al graduarse, se alistó al punto en el Ejército y luego en la Policía del príncipe Miloš. Durante su tormentosa carrera, casi fue muerto por traición por Jevrem Obrenović, hermano de Miloš, y más tarde por el príncipe Alejandro Karageorgević, que sucedió a Miloš en el trono serbio en 1842. Jevrem le perdonó la vida, pero hizo que lo azotasen casi hasta la muerte; este castigo fue luego la prueba más palpable de la fidelidad de Blaznavac a la Casa de Karađorđević. Blaznavac había quemado una orden que mandaba al ejército enfrentarse a los rebeldes de Vučić.

## Ascenso con los Karađorđević
Como recompensa por haber formado parte de los adversarios del príncipe Miguel Obrenović conocidos como Ustavobranioci («defensores de la Constitución»), grupo que encabezaba Toma Vučić Perišić, se le premió con el traslado a Belgrado y un puesto en el Ministerio del Interior. Poco después de que lo destinasen en la ciudad, en 1848, ya con el grado de capitán, se lo nombró edecán del príncipe Alejandro Karađorđević. Tras dejar este puesto, Blaznavac pasó a la Voivodina serbia, donde combatió junto a Stevan Knićanin.
Tras volver a Serbia, se le envió a formarse a Viena, París y Metz. A finales de 1854, ya con la graduación de teniente coronel, se le otorgó la jefatura de los departamentos militares del Ministerio del Interior —no existía por entonces Ministerio de Defensa y el Ejército dependía del de Interior—; ascendió a coronel en 1858, por entonces la más alta graduación del Ejército serbio. No participó en la crisis de ese año que acabó con el exilio de Alejandro, pese a que la pasó en los cuarteles de la guarnición capitalina.

## Caída en desgracia y nuevo ascenso con los Obrenović
Cuando se restauró la dinastía el Obrenović en 1858, fue inmediatamente arrestado, desterrado a su pueblo natal de Blaznava y degradado. Merced a ciertas intrigas palaciegas relacionadas con los planes del príncipe Miguel para desposar a su prima segunda Katarina Konstantinović —Blaznavac gozaba de la simpatía de la madre de esta—, se granjeó el favor de este, pese a su hostilidad inicial. En consecuencia, durante el segundo reinado de Miguel, Blaznavac recuperó su puesto en el Ejército, obtuvo la dirección de una fábrica de cañones de Kragujevac en 1861, y cuatro años más tarde se lo nombró ministro de Guerra.
Después del asesinato de Miguel el 29 de mayo de 1868, la elección del nuevo príncipe correspondía a la Visoka Narodna Skupština (la Gran Asamblea Nacional). Sin embargo, Blaznavac, a la sazón ministro de Guerra, obtuvo el respaldo de la guarnición de Belgrado y dio un golpe de Estado; proclamó príncipe de Serbia a Milan Obrenović, un joven de catorce años hijo de Jevrem, hermano del príncipe Miloš que había fundado la dinastía Obrenović. Milan, sobrino nieto del asesinado, residía por entonces en París. La regencia provisional y la asamblea aceptaron la imposición del ministro. Hasta que Milan alcanzó la mayoría de edad en 1872, Blaznavac fue uno de los tres regentes del principado: los otros dos fueron Jovan Ristić y Jovan Gavrilović. Cuando el príncipe llegó a la mayoría de edad, nombró presidente del Gobierno y ministro de Guerra a Blaznavac, al que antes había ascendido a general, el primero de la historia del Ejército serbio.
Blaznavac estuvo casado con Katarina Konstantinović, antigua prometida de Miguel Obrenović. Blaznavac había sido su pretendiente antes de que el príncipe se mostrase atraído por ella. 
Falleció repentinamente de un ataque al corazón el 5 de abril de 1873 y fue enterrado en la tumba familiar de Jevrem Obrenović en Rakovica.